# Ranking FIFA Feminino da CAF
O Ranking FIFA Feminino da CAF é um sistema que classifica as seleções nacionais femininas filiadas à Confederação Africana de Futebol (CAF), de acordo com suas respectivas classificações no Ranking Feminino Mundial da FIFA.

## Primeiro Ranking
O primeiro ranking feminino da FIFA foi divulgado em 16 de julho de 2003 e a primeira seleção a liderar o ranking FIFA feminino da CAF foi a Seleção Nigeriana.
Estas foram as 10 primeiras colocações do primeiro ranking feminino da CAF elaborado pela FIFA:
| Posição | Posição Regional | Seleção       | Pontos |
| ------- | ---------------- | ------------- | ------ |
| 23º     | 1º               | Nigéria       | 1738   |
| 52º     | 2º               | Marrocos      | 1462   |
| 53º     | 3º               | Gana          | 1458   |
| 61º     | 4º               | África do Sul | 1372   |
| 62º     | 5º               | Mali          | 1370   |
| 77º     | 6º               | Etiópia       | 1234   |
| 80º     | 7º               | Camarões      | 1215   |
| 87º     | 8º               | Angola        | 1172   |
| 88º     | 9º               | Zimbabwe      | 1165   |
| 97º     | 10º              | Senegal       | 1092   |

## Ranking
Atualizado em 12 de junho de 2025.
| Posição | Posição Regional | Seleção         | Pontos  |
| ------- | ---------------- | --------------- | ------- |
| 36º     | 1º               | Nigéria         | 1623,29 |
| 54º     | 2º               | África do Sul   | 1488,49 |
| 60º     | 3º               | Marrocos        | 1419,63 |
| 64º     | 4º               | Camarões        | 1396,20 |
| 65º     | 5º               | Zâmbia          | 1395,35 |
| 66º     | 6º               | Gana            | 1391.61 |
| 72º     | 7º               | Costa do Marfim | 1355.45 |
| 78º     | 8º               | Mali            | 1289.40 |
| 81º     | 9º               | Senegal         | 1266.07 |
| 82º     | 10º              | Argélia         | 1264.40 |

## Equipe Feminina do ano da CAF
Equipe do ano é o título concedido à seleção feminina africana que fecha o ano na primeira colocação do ranking regional, por vezes obtendo esse mesmo desempenho ao longo do período. A tabela abaixo relaciona as três primeiras posições de fechamento em cada ano.
| Ano  | Primeiro | Segundo       | Terceiro         |
| ---- | -------- | ------------- | ---------------- |
| 2003 | Nigéria  | Gana          | Marrocos         |
| 2004 | Nigéria  | Gana          | Marrocos         |
| 2005 | Nigéria  | Gana          | Egito            |
| 2006 | Nigéria  | Gana          | Marrocos         |
| 2007 | Nigéria  | Gana          | Argélia          |
| 2008 | Nigéria  | Gana          | África do Sul    |
| 2009 | Nigéria  | Gana          | África do Sul    |
| 2010 | Nigéria  | Gana          | África do Sul    |
| 2011 | Nigéria  | Gana          | Guiné Equatorial |
| 2012 | Nigéria  | Camarões      | Gana             |
| 2013 | Nigéria  | Camarões      | Gana             |
| 2014 | Nigéria  | Gana          | Camarões         |
| 2015 | Nigéria  | Camarões      | Gana             |
| 2016 | Nigéria  | Gana          | Camarões         |
| 2017 | Nigéria  | Gana          | Camarões         |
| 2018 | Nigéria  | Camarões      | África do Sul    |
| 2019 | Nigéria  | Camarões      | África do Sul    |
| 2020 | Nigéria  | Camarões      | África do Sul    |
| 2021 | Nigéria  | Camarões      | África do Sul    |
| 2022 | Nigéria  | África do Sul | Camarões         |
| 2023 | Nigéria  | África do Sul | Marrocos         |
| 2024 | Nigéria  | África do Sul | Marrocos         |

### Desempenho por país
| Seleção          | Primeiro | Segundo                                                                      | Terceiro                                      |
| ---------------- | --- | ---------------------------------------------------------------------------- | --------------------------------------------- |
| Nigéria          | 22 (2003, 2004, 2005, 2006, 2007, 2008, 2009, 2010, 2011, 2012, 2013, 2014, 2015, 2016, 2017, 2018, 2019, 2020, 2021, 2022, 2023 e 2024) | 0                                                                            | 0                                             |
| Gana             | 0 | 12 (2003, 2004, 2005, 2006, 2007, 2008, 2009, 2010, 2011, 2014, 2016 e 2017) | 3 (2012, 2013 e 2015)                         |
| Camarões         | 0 | 7 (2012, 2013, 2015, 2018, 2019, 2020 e 2021)                                | 4 (2014, 2016, 2017 e 2022)                   |
| África do Sul    | 0 | 3 (2022, 2023 e 2024)                                                        | 7 (2008, 2009, 2010, 2018, 2019, 2020 e 2021) |
| Marrocos         | 0 | 0                                                                            | 5 (2003, 2004, 2006, 2023 e 2024)             |
| Egito            | 0 | 0                                                                            | 1 (2005)                                      |
| Argélia          | 0 | 0                                                                            | 1 (2007)                                      |
| Guiné Equatorial | 0 | 0                                                                            | 1 (2011)                                      |